# Peter Due
Peter Due (Aarhus, 22 de septiembre de 1947) es un deportista danés que compitió en vela en la clase Tornado.
Participó en dos Juegos Olímpicos de Verano en los años 1976 y 1980, obteniendo una medalla de plata en Moscú 1980 en la clase Tornado. Ganó una medalla de plata en el Campeonato Mundial de Tornado de 1979 y una medalla de plata en el Campeonato Europeo de Tornado de 1979.

## Palmarés internacional
| Juegos Olímpicos   | Juegos Olímpicos     | Juegos Olímpicos | Juegos Olímpicos |
| Año                | Lugar                | Medalla          | Clase            |
| ------------------ | -------------------- | ---------------- | ---------------- |
| 1980               | Moscú (URSS)         | Medalla de plata | Tornado          |
| Campeonato Mundial |                      |                  |                  |
| Año                | Lugar                | Medalla          | Clase            |
| 1979               | Kiel (RFA)           | Medalla de plata | Tornado          |
| Campeonato Europeo |                      |                  |                  |
| Año                | Lugar                | Medalla          | Clase            |
| 1979               | Helsinki (Finlandia) | Medalla de plata | Tornado          |